# Salinibacter ruber
Salinibacter ruber es una bacteria gramnegativa del género Salinibacter. Fue descrita en el año 2002, se trata de la especie tipo. Su etimología hace referencia al color rojo. Las células miden 0,4 μm de ancho y 2-6 μm de largo. Es aerobia. Las colonias son rojas, circulares, convexas y con márgenes enteros. Temperatura óptima de crecimiento entre 37-45 °C. Halófila extrema, crece a concentraciones de sal del 20-30%. Catalasa y oxidasa positivas. Sensible a penicilina G, ampicilina, cloranfenicol, estreptomicina, novobiocina, rifampicina y ciprofloxacino. Resistente a kanamicina, bacitracina, tetraciclina, colistina, anisomicina y afidicolina. Tiene un contenido de G+C de 66,3-67,7%. Se ha aislado de estanques de cristalización de sal en Mallorca, España.  
Es una bacteria muy estudiada para conocer su metabolismo en ambientes salinos extremos. Además, tiene características parecidas a los Archaea, posiblemente debido a la transferencia horizontal de genes.